# FC Rot-Weiß Wolgast
FC Rot-Weiß Wolgast is een Duitse voetbalclub uit Wolgast, Mecklenburg-Voor-Pommeren. De club werd in 2001 opgericht toen de voetbalafdeling van SV Motor 1949 Wolgast zelfstandig werd. De club speelt in de Bezirksliga, de negende klasse.

## Geschiedenis
In 1949 werd de BSG Peenwerft Wolgast opgericht. Later werd de naam BSG Motor Wolgast. De voetbalsport had de meeste aanhangers, en de judosport was de succesvolste sport van de vereniging. Vanaf 1956 speelde de club in de Bezirksliga Rostock. Na degradatie van Aufbau Wolgast in 1958 werd Motor de eerste club van Wolgast. In 1963 werd de club kampioen en door de opheffing van de II. DDR-Liga ging de club meteen van de vierde naar de tweede klasse, de DDR-Liga. Deze competitie was echter een maatje te groot en Motor degradeerde meteen. Van 1977 tot 1981, met uitzondering van 79/80 speelde de club opnieuw in de DDR-Liga maar kon daar geen potten breken. In 1986 degradeerde de club zelfs uit de Bezirksliga.
Na de Duitse hereniging werd de naam gewijzigd in SV Motor 1949 Wolgast.